# Firmin Piérard
Pour les articles homonymes, voir Piérard.
Firmin Piérard  est un homme politique belge né à Frameries, le 26 mai 1863, décédé le 30 septembre 1942 à Frameries.

## Carrière politique
Sa carrière politique se passe à Frameries en Belgique.
Il fut élu : 
- Conseiller Communal de 1900 à 1942.
- Echevin de 1900 à 1906 et de 1919 à 1932.
- Bourgmestre de 1932 jusqu'au début de la guerre 40-45.

On fêta ses 40 ans de carrière politique en 1937.
Il fut l'un des grands amis de Désiré Maroille.
Une rue de Frameries porte encore aujourd'hui son nom.